# 拉斯特雷斯维利亚斯
拉斯特雷斯维利亚斯，是西班牙安达卢西亚自治区阿尔梅里亚省的一个市镇。 总面积85km2, 总人口591人（2001年），人口密度7人/km2。